# Peine de mort au Zimbabwe

Le Zimbabwe.

La peine de mort au Zimbabwe, appliquée à partir de l'indépendance du pays en 1980, est abolie le 31 décembre 2024 par le président Emmerson Mnangagwa. Avant cela, le pays n'avait plus réalisé l'exécution d'aucun condamné depuis 2005, bien que des personnes soient encore condamnées à mort jusqu'en 2024.

## Dans la loi

### Avant l'abolition
La première Constitution du Zimbabwe prévoit qu'aucun individu ne peut se voir ôter la vie, sauf en cas de condamnation par un tribunal pour des faits de nature criminelle. Elle établit aussi que « nul ne peut être soumis à la torture ou à des peines inhumaines ou dégradantes », considérant que la peine capitale n'enfreint pas cette disposition. La Constitution ne considère pas non plus le retard dans l'exécution de la peine de mort comme une violation de ce principe. Avant 1990, la peine de mort peut être prononcée pour les crimes suivants : meurtre, autre crime ayant causé la mort, crime à caractère terroriste ayant causé la mort, trahison, crime militaire ayant causé la mort, autres crimes n'entraînant pas la mort (tentative de meurtre, incitation au meurtre, viol), mais aussi divers motifs politiques. En 1990, une loi restreint le périmètre des crimes pouvant être punis de mort. D'autres lois font évoluer les crimes punis de mort au cours des années 1990 et 2000, y ajoutant les crimes de guerre, crimes contre l'humanité (dont le génocide).
Cependant, aucun crime n'entraîne obligatoirement la peine de mort pour celui en étant reconnu coupable : la décision est prise notamment à l'appréciation des circonstances atténuantes ou aggravantes. Le Zimbabwe étant signataire du Pacte international relatif aux droits civils et politiques depuis 1991, la loi du pays ne permet pas d'exécuter des personnes mineures de moins de 18 ans au moment des faits jugés, ni des femmes enceintes. Les personnes atteintes d'un handicap mental ne peuvent pas non plus être condamnées à mort du fait de l'altération de leur discernement. Suivant la loi sur la procédure pénale et la preuve, les personnes de plus de 70 ans ne peuvent pas non plus être exécutées. La Constitution de 2013 confirme ces dispositions, relevant l'âge minimum de 18 ans à 21 ans.
Durant la période pendant laquelle la peine capitale est en vigueur, la technique de mise à mort prescrite par la loi est la pendaison.

### Après l'abolition
La peine de mort est abolie partiellement par décret le 31 décembre 2024, mais peut être rétablie à titre exceptionnel dans le cadre d'un état d'urgence.

## Historique

### Avant l'indépendance
Avant les colonisation britannique, c'est la philosophie « Ubuntu » qui domine dans la région qui deviendra le Zimbabwe. Elle promeut la justice restaurative et pacifique, qui passe généralement par des compensations matérielles entre la communauté de la victime et celle de l'auteur, même pour les crimes les plus graves. 
La pratique de la peine de mort est importée d'Europe par les colons européens, dans les années 1880, initialement par le magnat britannique Cecil Rhodes et sa British South Africa Company. À partir de 1923, c'est l'État colonial nouvellement créé de Rhodésie du Sud qui met en place la peine capitale dans un cadre institutionnel. Le droit colonial britannique inclut la peine de mort, traditionnellement exécutée par pendaison. 
En 1965, Ian Smith déclare l'indépendance de la Rhodésie et installe un gouvernement composé uniquement de la minorité blanche, ce qui donne lieu à une guerre civile. En quelques années, le nombre de condamnations à mort augmente, de 28 en 1965 à 71 en 1968. 

### Application de la peine de mort (1980-2005)
Lors de l'indépendance du Zimbabwe en 1980, le pays se dote de lois qui incluent la peine de mort parmi les sanctions applicables, mais le nombre de condamnations et d'exécutions baisse significativement sous la présidence de Robert Mugabe. Si jusqu'en 2005, la peine de mort reste occasionnellement prononcée et appliquée, entre 1988 et 1995, une période de sept ans a toutefois lieu durant laquelle le pays n'exécute aucun condamné à mort. Les exécutions reprennent à partir de 1995. Environ 70 personnes sont exécutées entre 1980 et 2005. 
Les condamnés à mort sont enfermés dans deux prisons du pays : la prison centrale d'Harare, dans la capitale, et la prison de haute sécurité de Chikurubi. Les conditions de détention sont décrites comme difficiles, avec une surpopulation carcérale et des déficiences régulières dans l'alimentation et les soins médicaux des détenus. Des cas de tortures et de violations des droits humains contre des prisonniers sont rapportés.
La dernière exécution a lieu le 22 juillet 2005 ; Mandlenkosi Masina, le dernier exécuté, a été condamné pour meurtre.

### Moratoirede facto(2005-2024)
De 2005 à 2024, un moratoire non-officiel sur la peine de mort est observé dans le pays,. Le système judiciaire du Zimbabwe prononce plusieurs dizaines de condamnations à mort, mais aucune n'est appliquée, cependant la peine capitale reste en vigueur, notamment pour les affaires de meurtre, de trahison ou de terrorisme. La situation du Zimbabwe en fait de facto un pays abolitionniste. Toutefois, la longue attente de certains condamnés dans le « couloir de la mort », qui compte fin 2023 une soixantaine de détenus, est dénoncée par les organisations internationales. The Death Penalty Project parle d'une « incertitude écrasante » qui pèse sur les condamnés.
La Croix explique que ce moratoire est essentiellement dû à l'impossibilité pour les autorités de trouver un bourreau pour réaliser les pendaisons, en raison de la démission du dernier titulaire du poste, en 2005. Cette situation perdure malgré la publication de plusieurs offres d'emploi. En 2018, le ministre de la Justice admet la difficulté à trouver un bourreau, en raison « des tourments psychologiques [infligés] non seulement à la personne exécutée mais également à celles impliquées dans son exécution ». Malgré cela, une majorité de la population reste favorable à la peine capitale.

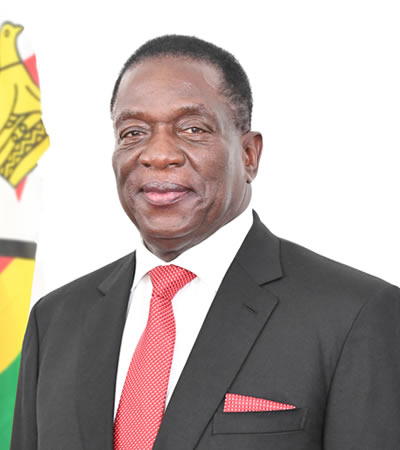
Portrait officiel d'Emmerson Mnangagwa.

### Processus d'abolition
L'abolition de la peine de mort est un combat porté par le président Emmerson Mnangagwa à partir de son arrivée au pouvoir en 2017 ; il considère cette sanction comme un « affront à la dignité humaine ». Il est en effet un ancien condamné à mort, jugé en janvier 1965 après avoir été forcé à avouer sous la torture sa participation au sabotage d'un train, lors de la guerre civile. Sa peine est finalement commuée à dix ans d'emprisonnement car il est à l'époque considéré comme trop jeune pour être exécuté.
En mars 2018, le président commue lui-même la peine des détenus attendant depuis plus de 10 ans dans le couloir de la mort. Il lance également le processus politique devant mener à l'abolition, mais la pandémie de Covid-19 coupe court aux débats. 
En 2023, de nouveaux débats parlementaires ont lieu sur l'abolition de la peine de mort ; des militants abolitionnistes sont invités et échangent avec les responsables politiques favorables au projet. Une proposition de loi abolitionniste est déposée par Edwin Mushoriwa, un parlementaire d'opposition ; en février 2024, le gouvernement (en) la reprend et lui apporte son soutien. Le projet de loi passe les étapes parlementaires, avant d'être définitivement approuvée par le Sénat en décembre. Le 31 décembre 2024, Emmerson Mnangagwa signe la loi qui abolit la peine de mort dans le pays, avec effet immédiat. 
Les condamnations à mort non appliquées sont commuées en peines d'emprisonnement. La loi permet cependant de rétablir la peine de mort dans une situation d'état d'urgence. Amnesty International salue cette décision qualifiée d'« historique », tout en appelant les autorités à supprimer de la loi le passage dérogatoire. Le Zimbabwe devient le 30e pays d'Afrique et le 127e dans le monde à prendre cette décision, qui a lieu quelques années après des lois similaires au Ghana, en Zambie ou en République centrafricaine. Selon le militant et chercheur Parvais Jabbar, « cela reflète une approche africano-centrée croissante de l'abolition, plutôt qu'une approche influencée par l'Occident ».

## Opinion publique
Un sondage réalisé en 2017 par The Death Penalty Project sur 1 200 personnes au Zimbabwe montre qu'environ 61 % d'entre elles restent favorables à la peine de mort. Cependant, parmi les interrogés se déclarant favorables à la peine capitale, 80 % répondent positivement à la question « si le gouvernement décidait d'abolir la peine de mort, nous l'accepterions ».
Parmi les dirigeants politiques, mais aussi religieux et les figures de la société civile, une forte majorité est en faveur de l'abolition, selon une étude réalisée en 2019 par Caroline Hoyle, de l'université d'Oxford.

## Engagements internationaux
Le Zimbabwe signe en 1991 le Pacte international relatif aux droits civils et politiques qui impose plusieurs restrictions à l'application de la peine capitale, notamment en en excluant les mineurs ou les femmes enceintes. En 2020, le pays s'abstient lors du vote d'une résolution de l'Assemblée générale des Nations unies en soutien à un moratoire mondial sur la peine de mort dans le monde, proposée au vote tous les deux ans.